# Politique de consolidation des sanctuaires
La politique de consolidation des sanctuaires ( Jinja seirei, également Jinja gōshi, Jinja gappei ) est une politique au Japon du gouvernement de Meiji pour supprimer de nombreux petits sanctuaires shinto locaux et regrouper leurs fonctions avec celles des sanctuaires régionaux plus grands,. En 1900, le Bureau des sanctuaires (en) ( Jinja kyoku ) fut créé en tant que branche du ministère de l'Intérieur, et c'était cet organe qui était responsable de la mise en œuvre de la politique.
L'objectif de la politique était d'améliorer l'image des temples Shinto, le shintoïsme étant devenu religion d'État, afin de consacrer les moyens financiers aux plus grands temples. Au cours des vingt premières années de cette politique, 77 899 sanctuaires shinto ont été fermés, malgré une opposition locale considérable,,. Cette politique est restée en vigueur jusqu'à la fin de la Seconde Guerre mondiale, bien que son plus grand impact se soit produit au cours des six premières années suivant sa mise en œuvre en 1906. En 1912, le rythme de fermeture des sanctuaires avait considérablement diminué.
Du côté des paroissiens et des fidèles des sanctuaires, l'opposition était forte, la disparition des temples locaux étant assimilée à la disparition du culte des ancêtres et à celles des fêtes locales et dénoncée comme susceptible de rompre la cohésion nationale.
Le naturaliste Kumagusu Minakata, naturaliste, mycologue et spécialiste du folklore a milité activement contre ces regroupements qui, outre la destruction des temples, s'accompagnait de coupes forestières, qui étaient pour lui des foyers potentiels de champignons connus ou inconnus, et représentaient donc une menace pour l'environnement.

## Voir également
- Shintoïsme
  - État shinto
  - Jinja Shinto
- Haibutsu kishaku
- Shinbutsu Bunri
- Shinbutsu-shūgō